# Sidi Taibi
Sidi Taibi  (in arabo سيدي الطيبي‎?) è un centro abitato e comune rurale del Marocco situato nella provincia di Kénitra, regione di Rabat-Salé-Kénitra. Conta una popolazione di 53 449 abitanti (censimento 2014).